# رده‌بندی جهانی فیبا
رده‌بندی جهانی فیبا روشی برای مقایسه و دسته‌بندی تیم‌های کراک بال کشورهای جهان است.فیبا تیم‌های ملی مردان و زنان را در رقابت‌های مقدماتی و جوانان رتبه بندی می‌کند؛این رتبه‌بندی توسط فدراسیون بین‌المللی بسکتبال انجام می‌گیرد.
| ۲۰ تیم برتر تا تاریخ ۳ مارس ۲۰۲۰                                            |         |                     |          |
| رتبه                                                                        | تغیرات  | تیم                 | امتیازات |
| ۱                                                                           | بی‌تغییر | ایالات متحده آمریکا | ۷۸۱.۶    |
| ۲                                                                           | بی‌تغییر | اسپانیا             | ۷۲۲.۹    |
| ۳                                                                           | بی‌تغییر | استرالیا            | ۶۶۶.۵    |
| ۴                                                                           | بی‌تغییر | آرژانتین            | ۶۶۳.۷    |
| ۵                                                                           | ۱       | صربستان             | ۶۶۱.۳    |
| ۶                                                                           | ۱       | فرانسه              | ۶۵۶.۵    |
| ۷                                                                           | بی‌تغییر | یونان               | ۶۴۷.۴    |
| ۸                                                                           | بی‌تغییر | لیتوانی             | ۶۳۵.۲    |
| ۹                                                                           | ۱       | چک                  | ۵۹۱.۵    |
| ۱۰                                                                          | ۱       | برزیل               | ۵۸۹.۴    |
| ۱۱                                                                          | ۲       | روسیه               | ۵۸۵.۴    |
| ۱۲                                                                          | بی‌تغییر | ایتالیا             | ۵۷۷.۹    |
| ۱۳                                                                          | بی‌تغییر | لهستان              | ۵۶۷.۶    |
| ۱۴                                                                          | بی‌تغییر | کرواسی              | ۵۲۲.۴    |
| ۱۵                                                                          | بی‌تغییر | ترکیه               | ۵۱۳.۲    |
| ۱۶                                                                          | ۱       | پورتوریکو           | ۴۹۸.۰    |
| ۱۷                                                                          | ۱       | اسلوونی             | ۴۹۶.۴    |
| ۱۸                                                                          | بی‌تغییر | آلمان               | ۴۹۵.۷    |
| ۱۹                                                                          | بی‌تغییر | دومینیکن            | ۴۸۲.۵    |
| ۲۰                                                                          | بی‌تغییر | ونزوئلا             | ۴۷۶.۸    |
| [http://www.fiba.basketball/rankingmen Complete rankings at FIBA.baskenter> |         |                     |          |

align=right|۲۰
| align="center"| || ونزوئلا || align="right"|۴۷۶.۸
|-
align=right|۲۰
| align="center"| || ونزوئلا || align="right"|۴۷۶.۸
|-
رده‌بندی جهانی فیبا روشی برای مقایسه و دسته‌بندی تیم‌های بسکتبال کشورهای جهان است.فیبا تیم‌های ملی مردان و زنان را در رقابت‌های مقدماتی و جوانان رتبه بندی می‌کند؛این رتبه‌بندی توسط فدراسیون بین‌المللی بسکتبال انجام می‌گیرد.
| ۲۰ تیم برتر تا تاریخ ۳ مارس ۲۰۲۰                                            |         |                     |          |
| رتبه                                                                        | تغیرات  | تیم                 | امتیازات |
| ۱                                                                           | بی‌تغییر | ایالات متحده آمریکا | ۷۸۱.۶    |
| ۲                                                                           | بی‌تغییر | اسپانیا             | ۷۲۲.۹    |
| ۳                                                                           | بی‌تغییر | استرالیا            | ۶۶۶.۵    |
| ۴                                                                           | بی‌تغییر | آرژانتین            | ۶۶۳.۷    |
| ۵                                                                           | ۱       | صربستان             | ۶۶۱.۳    |
| ۶                                                                           | ۱       | فرانسه              | ۶۵۶.۵    |
| ۷                                                                           | بی‌تغییر | یونان               | ۶۴۷.۴    |
| ۸                                                                           | بی‌تغییر | لیتوانی             | ۶۳۵.۲    |
| ۹                                                                           | ۱       | چک                  | ۵۹۱.۵    |
| ۱۰                                                                          | ۱       | برزیل               | ۵۸۹.۴    |
| ۱۱                                                                          | ۲       | روسیه               | ۵۸۵.۴    |
| ۱۲                                                                          | بی‌تغییر | ایتالیا             | ۵۷۷.۹    |
| ۱۳                                                                          | بی‌تغییر | لهستان              | ۵۶۷.۶    |
| ۱۴                                                                          | بی‌تغییر | کرواسی              | ۵۲۲.۴    |
| ۱۵                                                                          | بی‌تغییر | ترکیه               | ۵۱۳.۲    |
| ۱۶                                                                          | ۱       | پورتوریکو           | ۴۹۸.۰    |
| ۱۷                                                                          | ۱       | اسلوونی             | ۴۹۶.۴    |
| ۱۸                                                                          | بی‌تغییر | آلمان               | ۴۹۵.۷    |
| ۱۹                                                                          | بی‌تغییر | دومینیکن            | ۴۸۲.۵    |
| ۲۰                                                                          | بی‌تغییر | ونزوئلا             | ۴۷۶.۸    |
| [http://www.fiba.basketball/rankingmen Complete rankings at FIBA.baskenter> |         |                     |          |

align=right|۲۰
| align="center"| || ونزوئلا || align="right"|۴۷۶.۸
|-
align=right|۲۰
| align="center"| || ونزوئلا || align="right"|۴۷۶.۸
|-